# Castles Made of Sand (песен)
Castles Made of Sand е песен написана от Джими Хендрикс включена в албума Axis: Bold as Love на групата The Jimi Hendrix Experience през 1967 година. Песента е една от първите му, вдъхновени от Боб Дилън, чийто голям фен е бил Хендрикс.
Отличителни черти на песента са липсата на определен припев и соло, изсвирено на обратно. Темата се отнася за несполуките на живота, като братът на Хендрикс – Леон Хендрикс заявява, че песента е балада за семейството му. Първият стих е за раздялата между родителите им, вторият стих – за баба им, която е индианка-чероки, третия – за Джими и Леон, които като малки играели на индианци и четвъртият стих – за умиращата от рак на черния дроб тяхна майка. Поради лични причини Хендрикс винаги е отклонявал въпроси свързани с песента.
Най-известния кавър на песента е изсвирена от американската фънк рок група Red Hot Chili Peppers, включен в редица техни компилационни албуми.